# レイ・クレメンス
レイ・クレメンス（Raymond Neal "Ray" Clemence MBE、1948年8月5日 - 2020年11月15日）は、イングランド出身の元サッカー選手。ポジションはGK。元イングランド代表。

## 来歴
1967年にリヴァプールに入団、通算665試合に出場、3度のチャンピオンズカップ優勝、5度のリーグ優勝など、リヴァプールの黄金期を支え続けた。リヴァプール加入以前はディヴィジョン3(4部相当のリーグ)のスカンソープ・ユナイテッドという小さなクラブでプレーしていた。名将ビル・シャンクリーに才能を見抜かれてリヴァプール加入後は、当初は当時の守護神トミー・ローレンスの控えだったものの、1969-70シーズンからポジションを奪い、リヴァプールの歴史を代表する名ゴールキーパーとなっていった。1978-79シーズン、当時42試合であったリーグ戦で28回のクリーンシートを達成した(許したゴールは僅か16ゴールであった。)。1980-81シーズン、チャンピオンズカップ決勝のレアル・マドリード戦に出場して優勝を飾った試合を最後にリヴァプールを退団した。在籍した約11年間で欠場したリーグ戦での試合は僅か6試合のみであった。
その後はトッテナム・ホットスパーに移籍し、1981-82シーズンのFAカップ、1983-84シーズンのUEFAカップ優勝に貢献するなど、成功を収め、1988年に現役を退いた。引退後は、トッテナム・ホットスパー、バーネットの監督を務め、その後はイングランド代表のゴールキーパーコーチを務めた。
イングランド代表としては1980年のユーロでは2試合に出場、出場機会は無かったが、1982年ワールドカップスペイン大会にも参加、通算61試合に出場した。
2020年11月15日、親族により死去が公表された。72歳没。

## タイトル
リヴァプールFC
- UEFAチャンピオンズカップ  : 1976-77, 1977-78, 1980-81
- フットボールリーグ・ファーストディヴィジョン  : 1972-73, 1975-76, 1976-77, 1978-79, 1979-80
- FAカップ  : 1973-74
- フットボールリーグカップ  : 1980-81
- FAチャリティ・シールド  : 1974, 1976, 1977, 1979, 1980
- UEFAカップ  : 1972-73, 1975-76
- UEFAスーパーカップ  : 1977

トッテナム・ホットスパーFC
- FAカップ  : 1981-82
- FAチャリティ・シールド (1) : 1981
- UEFAカップ  : 1983-84